# Пересыпь

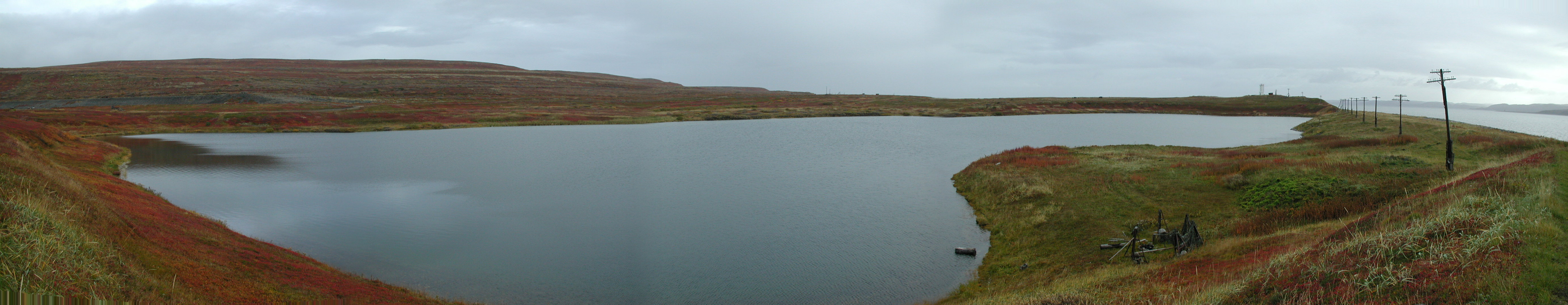
Пересыпь между реликтовым озером Могильным (слева) и Баренцевым морем (справа)

Пе́ресыпь — низкая и узкая полоса наносной суши (коса) из песка или гальки, отделяющая лиман, лагуну или реликтовое озеро от моря либо большого озера.

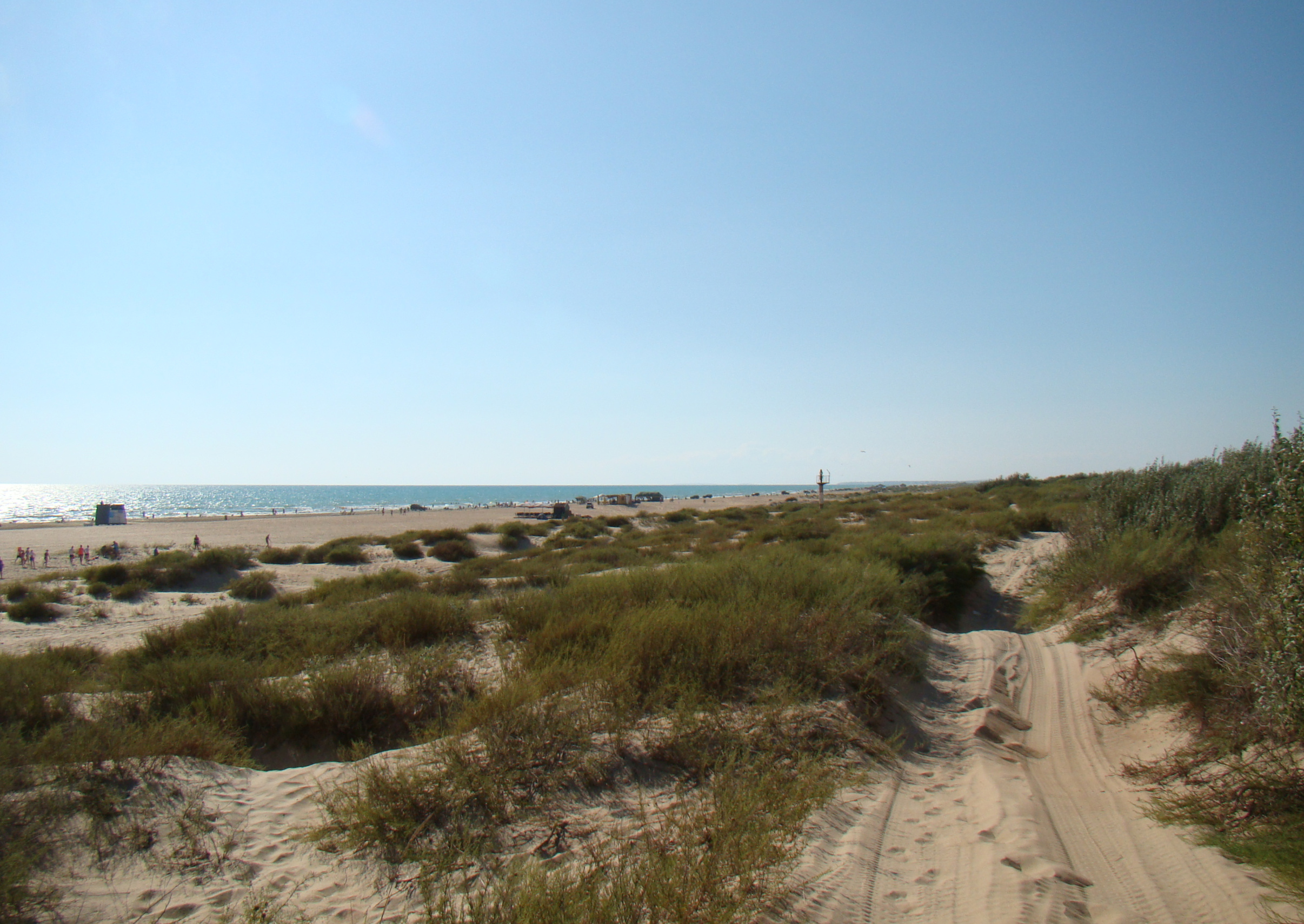
Анапская пересыпь

Пересыпь образуется под действием прибойного потока и волновых течений из песчаного, гравийно-галечного или ракушечного материала в результате продольного (вдоль берега) или поперечного перемещений наносов.
Пример крупной пересыпи — Арабатская Стрелка, отделяющая лагуну Сиваш от Азовского моря.